# شمبات

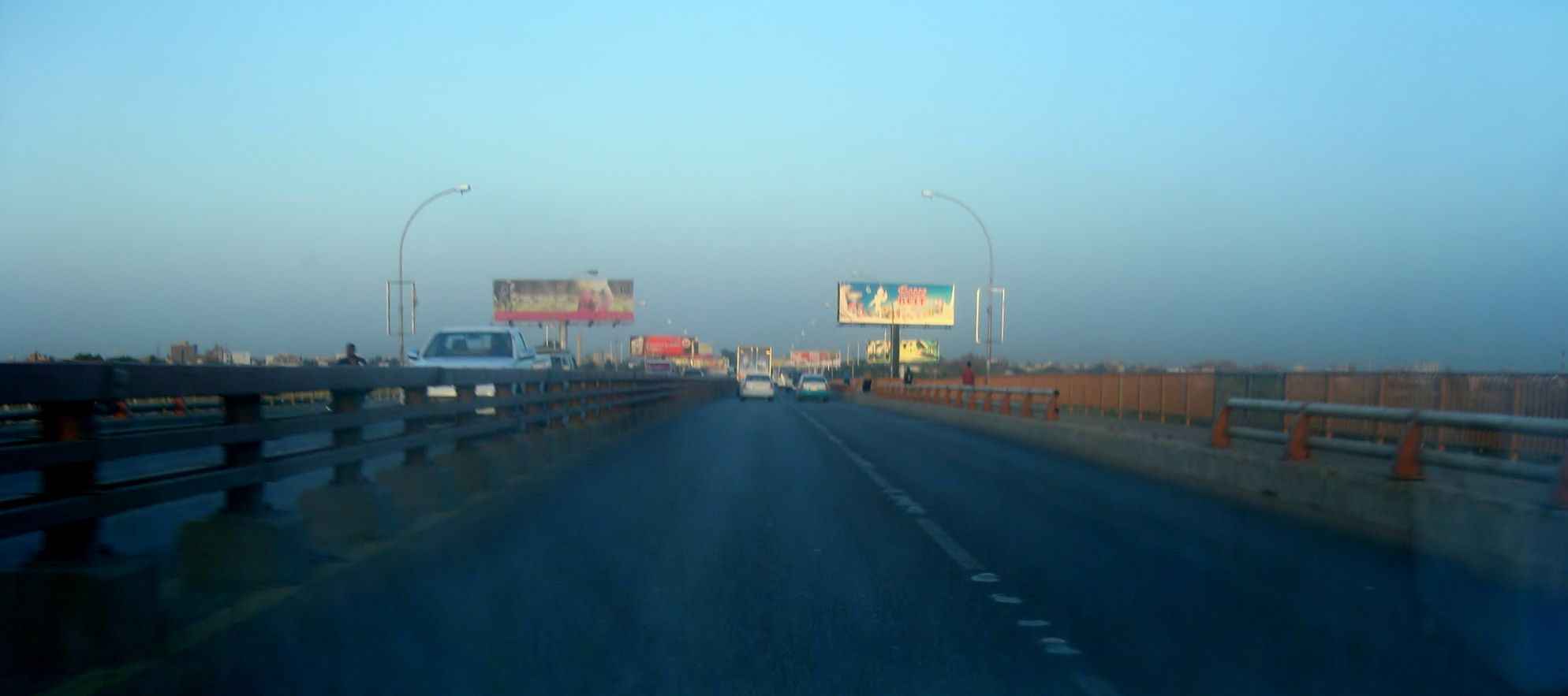
كبري شمبات

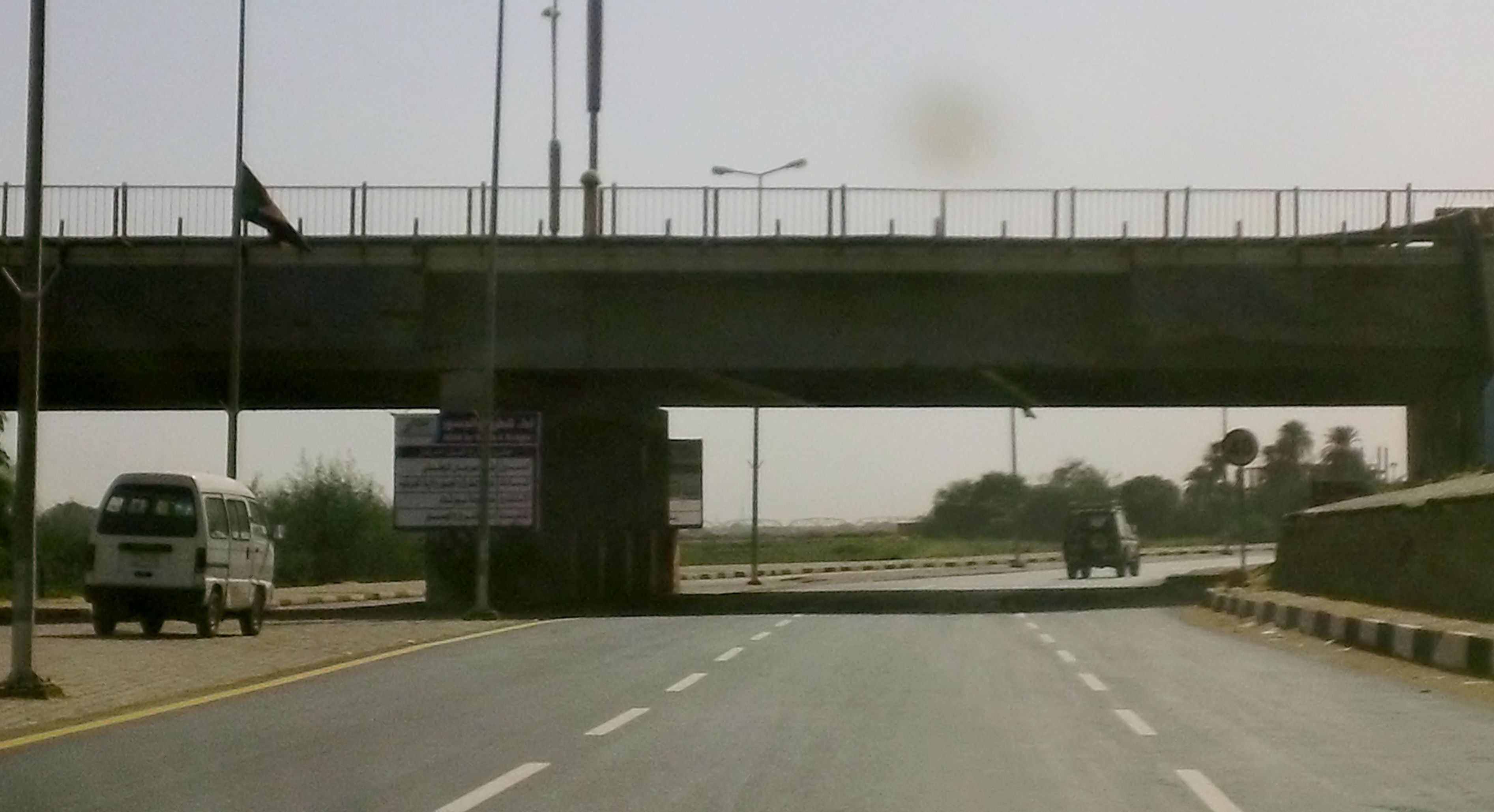
نفق كوبري شمبات

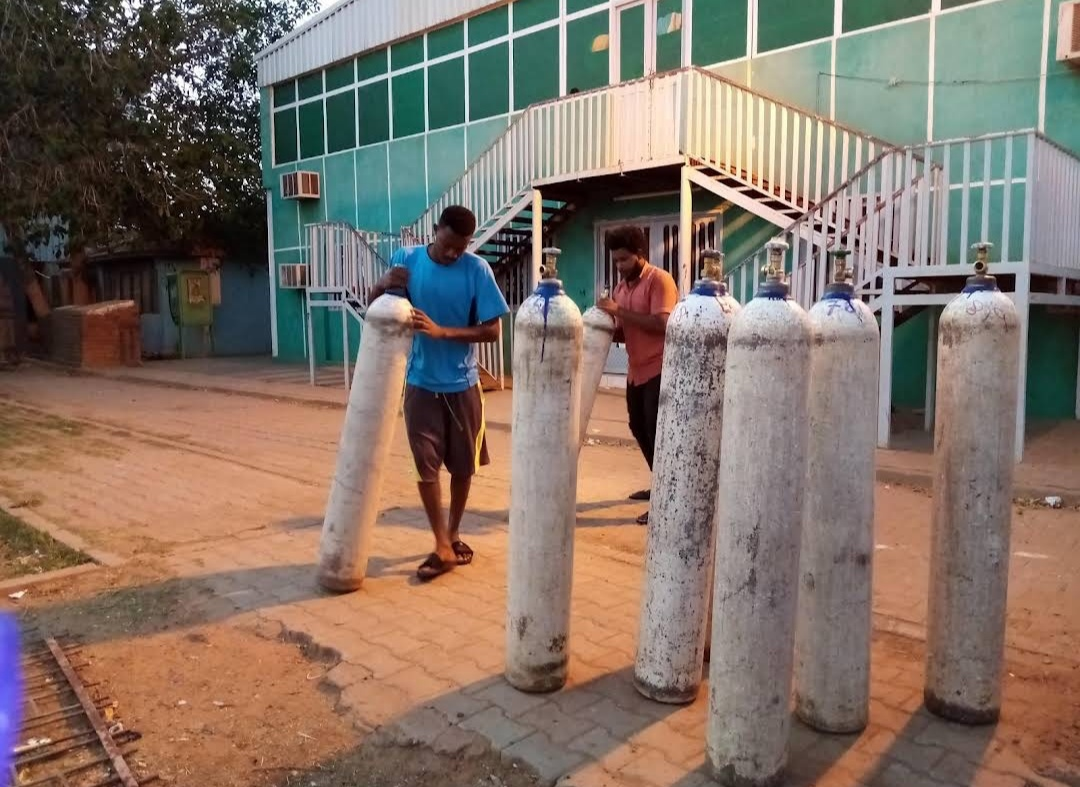
مؤسسة شمبات الثقافية

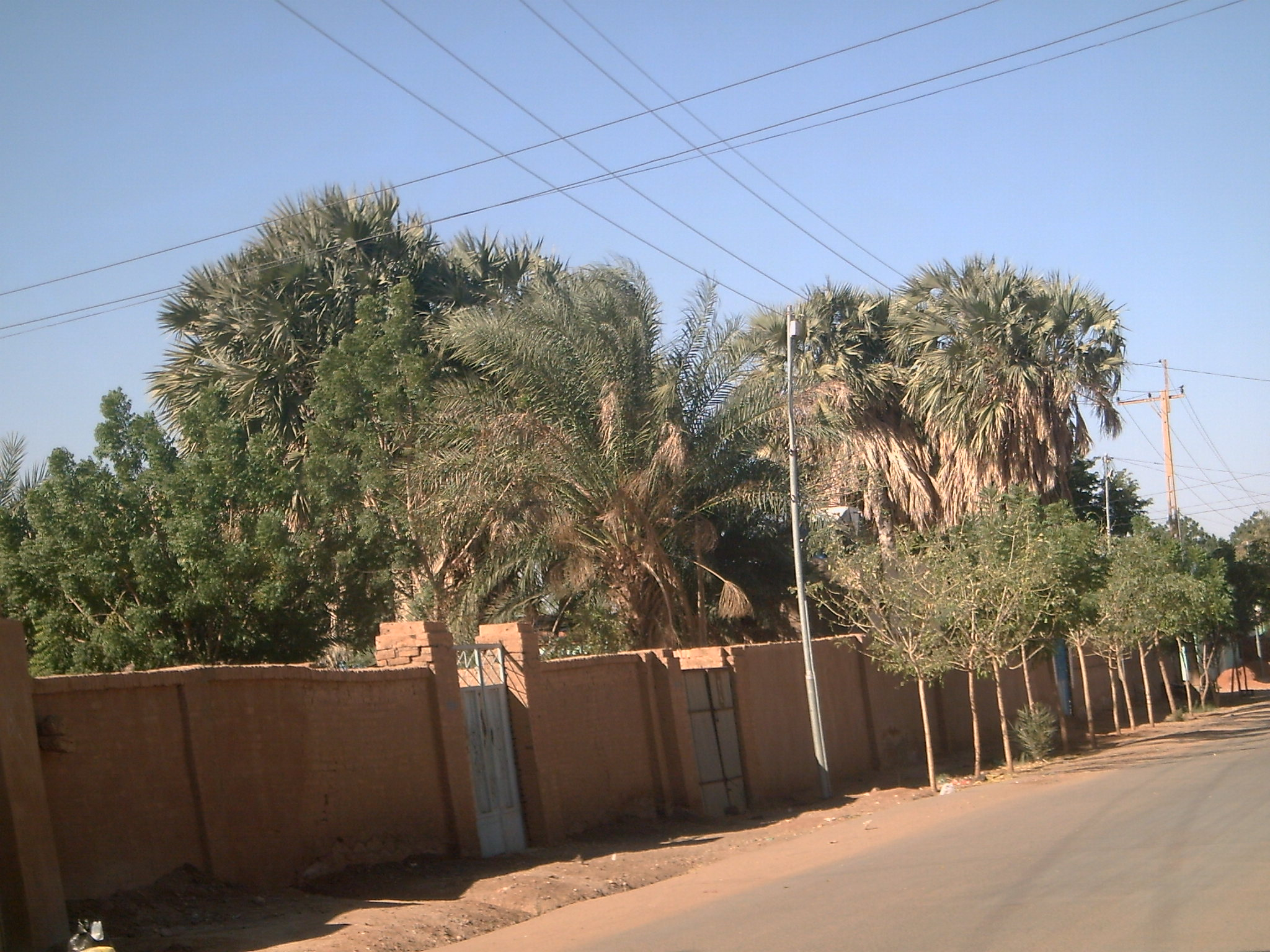
شوارع ومنازل شمبات

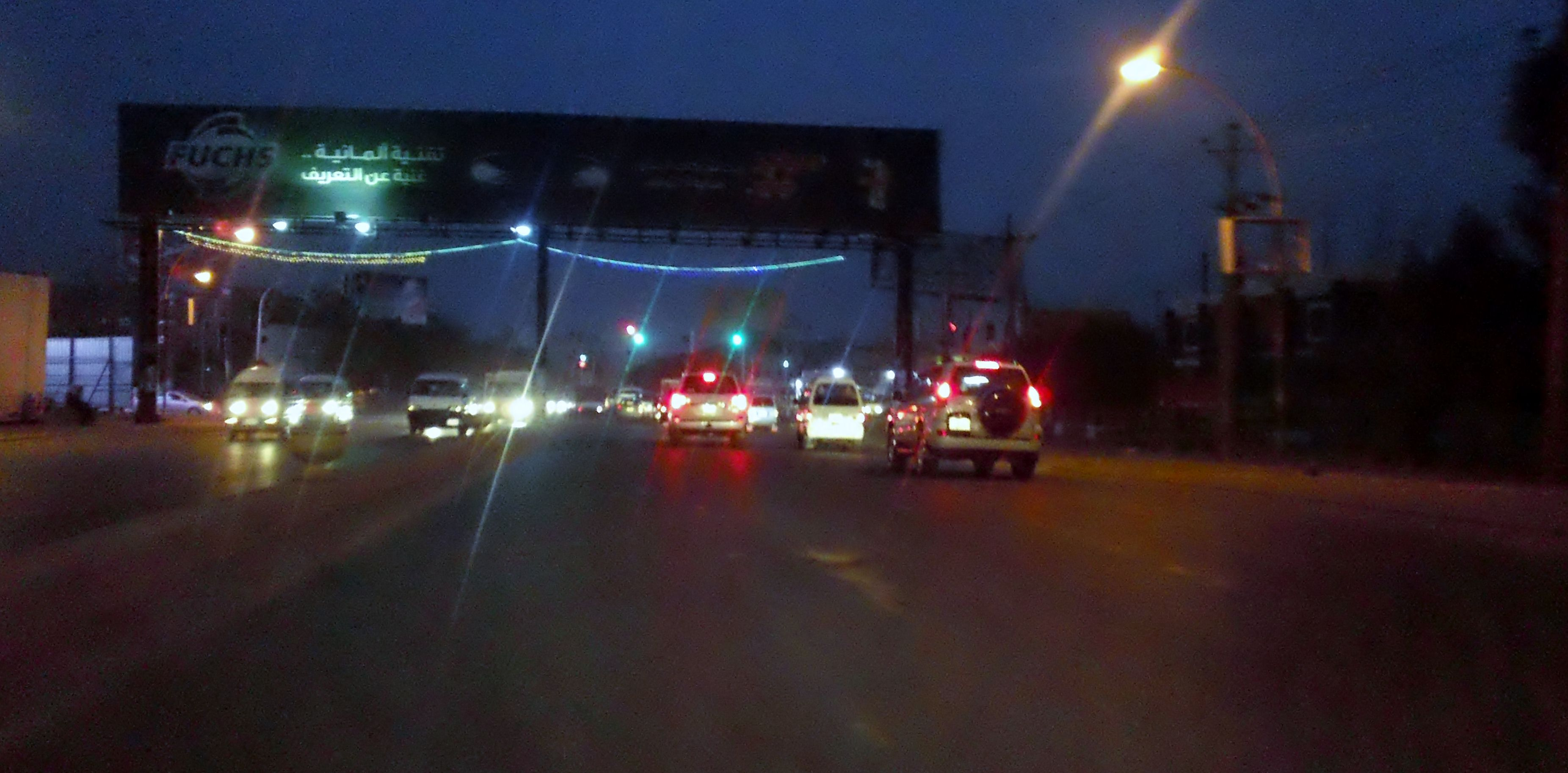
كبري شمبات#WPWPSD

شمبات هو حي سوداني يقع في ولاية الخرطوم بالسودان، في مدينة الخرطوم بحري، إحدى مدن العاصمة المثلثة وهو من أقدم أحياء بحري وعدد سكانها يربو على الأربعين ألف نسمة.
الموقع:
وتقع  شمبات على بعد خمسة أميال شمال مركز العاصمة الخرطوم العاصمة الساسية وهي تقع على الضفة الشرقية لنهر النيل مقابلة للعاصمة الوطنية أم درمان وتحدها من الشمال حلفاية الملوك ومن جهة الشرق منطقة ود دفيعة حيث كانت حدود مطري شمبات وكان اسمها الحليلة شوحطت كما ورد بطبقات ود ضيف الله.

## تاريخها

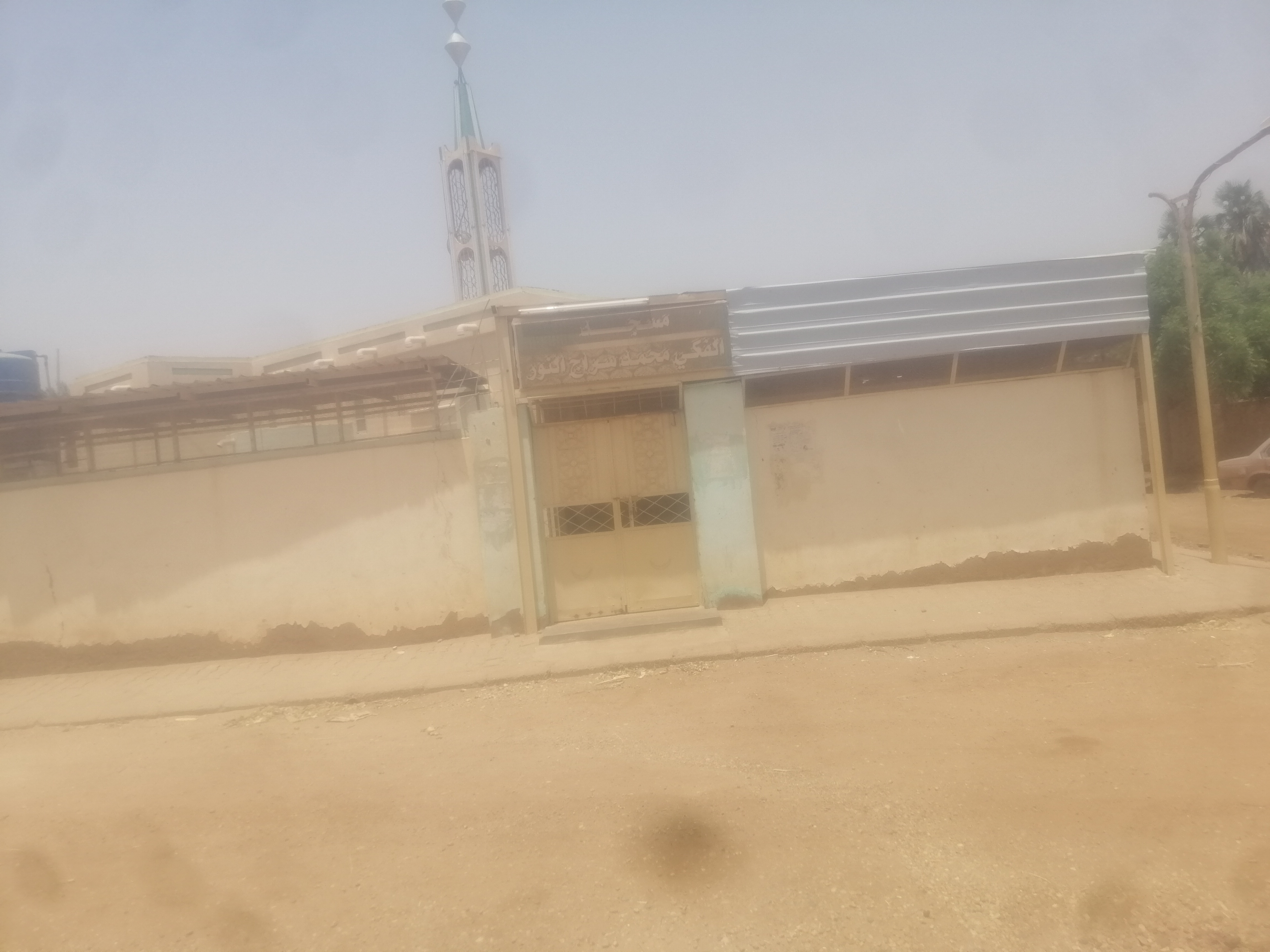

لكنها في أصولها تعتبر قرية كبيرة وذلك لطبيعة وأسلوب تعامل أهلها مع بعضهم البعض ذاك التعامل الذي طغي عليه تعامل أهل الريف والقرى مع بعضهم منذ نشأتها التي يصعب تحديد تاريخها وتوراثوا هذا التعامل الخاص جيلا من بعد جيل وهم يعضون عليه بالنواجذ ويظهر ذلك في أفراحهم واتراحهم لكنها ترتدي ثوب الحضر الذي سعى إليها ولم تسعى له باتخاذ الحكومة التركية لموقع الخرطوم كعاصمة لحكمهم في العام 1821 م
وترجع نشأتها تقريبا إلى ما قبل العام 1504 أي قبل قيام مملكة السلطنة الزرقاء ويقطنها العديد من القبائل منهم الدويحية والركابية والمحس والجعليين والعبدلاب والمغاربة والجباراب وقد تصاهروا وانصهروا في بوتقة واحدة لدرجة نسيان تلك المسميات القبلية والرجوع بالنسب للأجداد مثال الحضراب لجدهم حضرة والكافياب لجدهم عبد الكافي والخيراب لجدهم الخير والجباراب، والعبدلاب لجدهم عبد الله جماع والكروراب والخراشاب وهلم جرا... وهي تشكل مع توتي والفتيحاب وبري والجريفات والحلفاية وأم دوم والكلاكلات أصل الخرطوم.
وسميت بشمبات بعد عام 1740 م، وكانت تتكون من مجموعة الحلال والفرقان ما يربو على العشرين حلة وفريق على ضفة النيل الشرقية كحلة جيلي أحمد وحلة القرشي وحلة عبد القادر وحلة صفية بت الزبير وحلة موسى ود الخير وعبد الجليل وحلة حماد خوجلي وحلة محمد عبد الرحيم وحلة الماحي وحلة محمد سراج النور وحلة العباس أحمد وحلة الأمين ود البشير وحلة البشير عبد الله وحلة أحمد محمد عثمان كما هو مثبت في خرط المساحة وتحديد الخريطة التي رسمها المساح المصري كامل كيلاني في عام 1912 م. وكان أهلها يمتهنون الزراعة بالسواقي على ضفة النيل وجروفه والحليلة شوحطت كحلة تقع  شرق تلك الحلال حيث شمبات القديمة حاليا أما منطقة امتداد شمبات الحالية وأيضا منطقة الصافية كانت تستغل للزراعة المطرية لزراعة الذرة وتمتد شرقا حتى منطقة ود دفيعة ويطلق عليها اسم (الضهرا) أي ظهر المنطقة واسم الضهرا اسم شاثع في أرجاء السودان وقد كانت كل تلك الأراضي مسجلة بأسماء أهالي شمبات كأبقار ومطري ومرعي وحطب إلا أن تم نزعها من قبل الحكومات في فترات متابعدة وتم تعويض جل أهلها ما عدا قلة أضاعت حقوقها بالإهمال والتكاسل والبعض بعدم الدراية بالإجراءات.

## أصل التسمية
وهناك قصة تروي عن تغيير اسمها من الحليلة شوحطت لشمبات حيث يحكى أن راعيا للغنم اسمه شن من المنطقة العليا للحليلة شوحطت أي (الضهرا) اعتاد أن يرعي الأغنام في الحليلة شوحطت ومجموعة الحلال على ضفة النيل في فترة الصيف عندما يقل العشب في منطقتهم التي تروي مطريا لأن العشب متوفر طيلة العام في منطقة الحليلة بسبب الري الدائم بالسواقي وفي أحد الأيام أسدل الليل سدوله عليه قبل أن يبارح الحليلة شوحطت ولم يتمكن من العودة بأغنامه واضطر للمبيت بالبلدة وبدأ أهله يتسائلون عنه وكان الرد ان (شن.. بات) أي أن شن قضي ليلته بالمنطقة التي يرعي بها البهائم ومن يومها أطلق على منطقة الحليلة شوحطت اسم شنبات ومجموعة الحلال على النيل وحتى اليوم تطقها الأغلبية شنبات لكنها تكتب شمبات (إضغاما) وجرت محاولة من بعض سكانها لتسميتها باسم (سلامة الباشا) وذلك يروى أنه كان لأحد الباشوات ابنة وحيدة وكانت مريضة وعرضت على أفضل الأطباء ولم تشفى وكان بشمبات شيخ حضره الأول ووصل للباشا سمعته فقرر أن يعرضها عليه وكان في ذلك الوقت بمصر فأرسل لشيخ حضره فحضر إليه وتوعده الباشا بهديه كبرى إذا شفيت فعالجها وإكراما له وهب له جزء من منطقة شمبات الحالية ومن هنا أطلق اسم (سلامة الباشا) في فترة الاستعمار ونجحوا في تغيير الاسم في السجلات الرسمية للدولة حيث توجد بعض المستندات بدار الوثائق التي تشير لذلك ولكن على أرض الواقع هزمت تلك التسمية ولم تستمر وظلت طي الأضابير

### دورها إبان الثورة المهدية
وفي فترة الحكم التركي للبلاد وبظهور دعوة المهدية للنضال ضده شارك العديد من أهل البلدة في النضال وتقلد اثنان من أبنائها الإمارة الأمير بابكر محمد الأمين والأمير عبد القادر كروري وكان الاثنان امراء على المنطقة شرق نهر النيل وقد استشهد الأمير بابكر محمد الأمين وابنه في موقعة كرري ضد الغزو الانجليزى المصري بقيادة كتشنر دفاعا عن أرض الوطن.
وعند إنشاء المستعمر الإنجليزي لنظام الإدارة الأهلية كنموذج للحكم المحلي فقد كان أول شيخ حلة هو الشيخ بشير أحمد الخضر ثم تلاه الشيخ عبد الماجد أحمد الخضر وكان هناك أيضا حاج على وشيخ إبراهيم حماد وتلاهم الشيخ إدريس حضرة والشيخ وداعة الله عبد الرحمن والشيخ محمود إبراهيم حماد واستمروا في المشيخة حتى قيام نظام حكم الرئيس جعفر النميري بحل الإدارة نظام الإدارة الأهلية من شراتي ومشايخ وعمد ونظار وأدخل نظام اللجان الشعبية كبديل في الحكم المحلي وكانت شمبات تتبع لعمودية جماع بالحافاية ونظارة تمساح الكدرو.

## النشاط الرياضي
يعود تاريخه للعام 1924 عندما تكونت فرق الأحياء لكرة القدم وقد سبقت كرة القدم الرياضة البئية (كحرينا) والرمة وحراسها وتيوة العصا والمصارعة) والآن يوجد بها عدد أربعة أندية رياضية هي شمبات 'لذى تأسس وتسجل في عام 1936 م و نادي التعاون الذي تأسس وتسجل عام 1943 م والشعب الذي تأسس عام 1946 وتسجل عام 1967 م والشعلة عام 1991 م وبها رابطتين لناشئ كرة القدم والبراعم بشمبات القديمة والامتداد تضمان ما يربو على العشرين فريق لكرة القدم منها الحرية والدينمو والعاصفة واللهيب والهدف وفتح والدفاع والوفاق والأهلي والشباب والموردة والتحرير والوفاق والهجرة والزمالك والجوهرة والنجمة السهم العملاق والفلاح الذي كان أصلا فريق شمبات ثم انشق من وطبعا الفريق الكبير المريخ الذي أسس في شمبات.

## الثقافة والعمل الاجتماعي
تعود بداياته للعام 1937 م مع تاسيس نادي الفلاح (شمبات)الآن فقد كان النادى مركزا للإشعاع الثقافى من اقامة للندوات وعرض للمسرحيات والقاء الشعر وقد لحق به نادي التعاون بعد عدة سنوات وسار في نفس المسار باقامة الليالي الأدبية والثقافية والان بها مؤسسة ثقافية اجتماعية ضخمة اشتهرت على النطاقين المحلى والإقليمي، ولها موقع على الشبكة العنبوتية ويمكنك الضغط على هذه الوصلة للمزيد عن شمبات  وتدير فعاليات النشاط الثقافى والاجتماعي وتصدر عنها صحيفة تحمل اسم النيمة وسميت بهذا الاسم لأن أول شجرة نيم استجلبها الإنجليز في عام 1914م من الهند تمت تجربة زراعتهابمركز البحوث الزراعية بشمبات ومن بعد نجاح التجربة انتشرت وعمت كل بقاع السودان وقد فكر في اصدارالصحيفة واسسها أحمد البشير أحمد المدني وتراس تحريرها في فترتها الأولي بروفسير معتصم عبد الله عثمان وأعقبه عبد المطلب الفحل ومن ثم أحمد البشير واعقبه الفنان المبدع خالد سند عبد الفراج وقد وجد أحمد البشير في بداية صدور النيمة المساعدة والمساندة من العديد من المبد عين وعلى رأسهم خالد سند وحسن الأمين عبد القادر وخالد عثمان وطارق أحمد ومجدي وعاطف أولاد الصاروخ وعزالدين أحمد الحاج وامين سراح عبيد والان يقودها سيف الدولة عبد القادر حاج الصافي وعبد القادر البدوى والمعز محمد عبد الواحد سراج النور والأمين حسن الأمين وفاطمة موسى ود/النعمان محمد أحمد وسلوى تاج الدين وداعة الله الأمين وأبو عاقلة ادريس ود.عبد الله احمد وقد اسهم حسن الأمين اسهاماً كبير في دفع المؤسسة بكل جهد واقتدار
وأيضا هناك نادى شمبات شمال الثقافي الذي يقوم بدوره في نشر الثقافة في الجزء الشمالي من البلدة وحديقة شمبات التي تتخذ موقعا وسط المدينة وتعمل على لم شباب (مثل المجموعات المقامة في منطقة المحس مثل مجموعة الشاى ومجموعة الحجر ومجموعة الشجرة وشحذ طاقاتهم للنهوض بالمنطقة اجتماعيا وثقافيا ورياضيا من خلال النشاط المتواصل والموسمي بها وأيضاً من خلال موقع التواصل الاجتماعي الفيس بوك نشطة عدة مجموعات في العمل الثقافي والاجتماعي والخيري مثل مجموعة شمبات الحلة ومجموعة ديوان شمبات ومجموعات معاً من اجل الخير ومجموعة الإبداع في شمبات.

## معالم حي شمبات
- مجمع كليات شمبات كلية الزراعة وكلية البيطرة وكلية الإنتاج الحيواني وكلية الغابات جامعة الخرطوم
- كلية الدراسات الزراعية وكلية الغابات جامعة السودان للعلوم والتكنولوجيا
- هيئة البحوث الزراعية ومركز أبحاث الأغذية
- مركز البحوث والاستشارات الصناعية
- جسر شمبات

الأحياء الداخلية
ومن احيائها الهجرة وفريق التجانية وفريق كروري وفريق الحضراب وقريق العبدلاب والجباراب وفريق الخيراب وفريق المحس وفريق أم كنون وصرص والديم وفريق الخراشاب وحلة الفكي عثمان وفريق محبوبة وفريق عجيب وفريق سراج النور وفريق الشلعاب وفريق العرب وفريق عبد الصادق والمرسي وفريق قدام وفريق ورا وهناك أيضا أحياء جديدة ظهرت مؤخرا كحي الشارقة الذي وزع كتعويضات لأصحاب البقر 17 والبفر 20 جنوب السوق المركزي وأيضا هناك مدينة البستان التي أُنشئت في موقع مزرعة الجامعة وهناك حي الجامعة الذي قام على جزء من الساقية 96 شمبات شمال الهجرة ولمشاهدة المزيد من الصور الموثقة عن شمبات اضغط على هذا الرابط لتدخل شوف شمبات الحلة لتشوف شمبات صورة وكتابة

## التعليم في شمبات
قديم قدم البلدة ومن قبل أن يعرف في السودان التعليم الحديث بصورته الحالية وإنشاء المدارس كان هناك التعليم الديني من فقه وسيرة ولغة عربية في الخلاوي ومن أشهر الفقهاء في تلك القرون السابقة الفقيه شكر الله بن عثمان بن بدوى (العودي) الذي تتملذ على يديه الفقهاء مضوي ولد عبد الرحيم..., والفقيه مدني بن الفقيه محمد ولد نور والفقيه النور ولد عجيب والفقيه إدريس ولد عجيب والفقيه عبد الرحمن البرنسي وبدورهم حملوا راية التعليم عالية خفاقة وأيضا كان هناك الفقيه خليل بن بشارة الدويحي الشهير بابو سيف عود وأيضا كان هناك الفقيه راد الله بن دليل الصاردي الذي تتلمذ على يد الفقيه بلال والفقيه أبو الحسن صالح العودي وقد رحل لأجل نشر العلم إلى منطقة ود الحداد شمال سنار وتوفي بالطرفاية وفي بدايات القرن الماضي واصل في مسيرة التعليم الفكي بابكر وسيدنا محد نور وأيضا الفكي يسن وقد بدأ التعليم بصورته الحديثة الحالية في عام 1917 ميلادية فقد أُنشئت مدرسة الزبيرية في ذلك العام في موقع منزل محي الدين وهبي الحالي والتحق بها الطلاب وفي عام 1937 م تم بناء مدرسة شمبات الشرقية للبنات حاليا ومن ثم انطلقت مسيرة التعليم وتوالى بناء المدارس حتى أصبحت بها الآن ما يربو على اثنى عشر مدرسة لمرحلة الأساس بنين وبنات وعدد أربعة مدارس ثانوية بنين وبنات حكومية غير المدارس الخاصة المتعددة
وبها عشرين مسجد موزعة ما بين شمبات القديمة والامتداد وعدد سبعة زوايا اشهرها خلوة سراج النور وخلوة شيخ أحمد حماد وخلوة المحس وخلوة الشيخان الفكي بابكر والفكي يسن وأيضا هناك زاوية إبراهيم مكي بفريق العرب وبها عدد ستة لجان شعبية للخدمات ولها امتداد ضخم أطلق عليه اسم الأراضي وكما ذكر سالفا فقد كانت هذه الأراضي ملك لسكان البلدة كأراضي للزراعة المطرية لبعدها عن النيل وتم نزعها منهم للصالح العام وتم تخطيطها كقطع سكنية ووزعت كخطة إسكانية في العام 1970 م ونال منها أهل البلدة نصيب وما تبقى منها نالت الدولة منه نصيبها والجزء المتبقي عوض به المتأثرين بإعادة التخطيط في شمبات القديمة وكان ذلك عام 1980 م وقسمت تلك الأراضي قسمين سميا امتداد شمبات شمال وامتداد شمبات جنوب علما بأن إعادة التسوية في شمبات قد بدأت في عام 1963 م وانتهت عام 1964 م كأراضي سكنية سجلت بالملك الحر لملاكها من الأراضي الزراعية السواقي المطلة على النيل فقد بدأ تسجيلها في عام 1905 م وانتهى في عام 1914 م أما الأراضي الواقعة بين السواقي والمساكن والتي يفصلها شارع مور فقد سجلت كابقار والأراضي الواقعة شرق المساكن فقد سجلت مرعي وتحطيب وحقوق زراعة لكن وفي بداية خمسينات القرن الماضي نزع أغلب هذه الأراضي للصالح العام وتمت التعويضات للملاك علما بأن عددا منهم لم يستلم تعويضه حتى اليوم

### المساجد

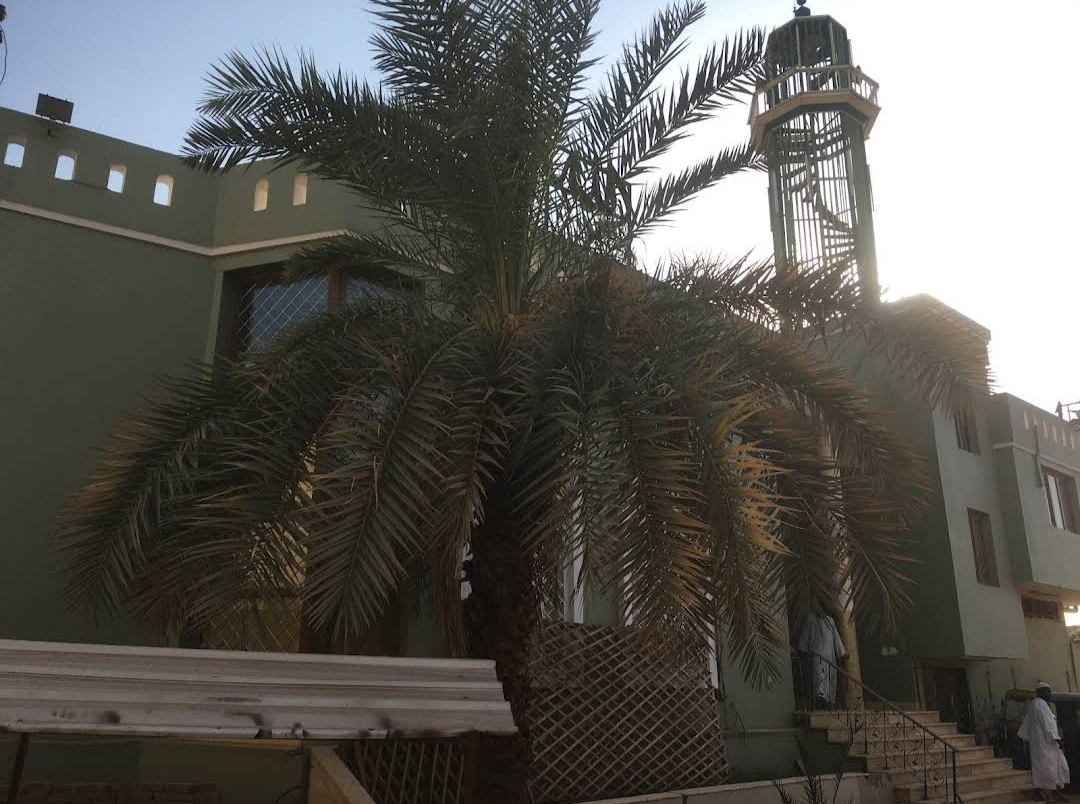
مسجد النور الصافية شمال

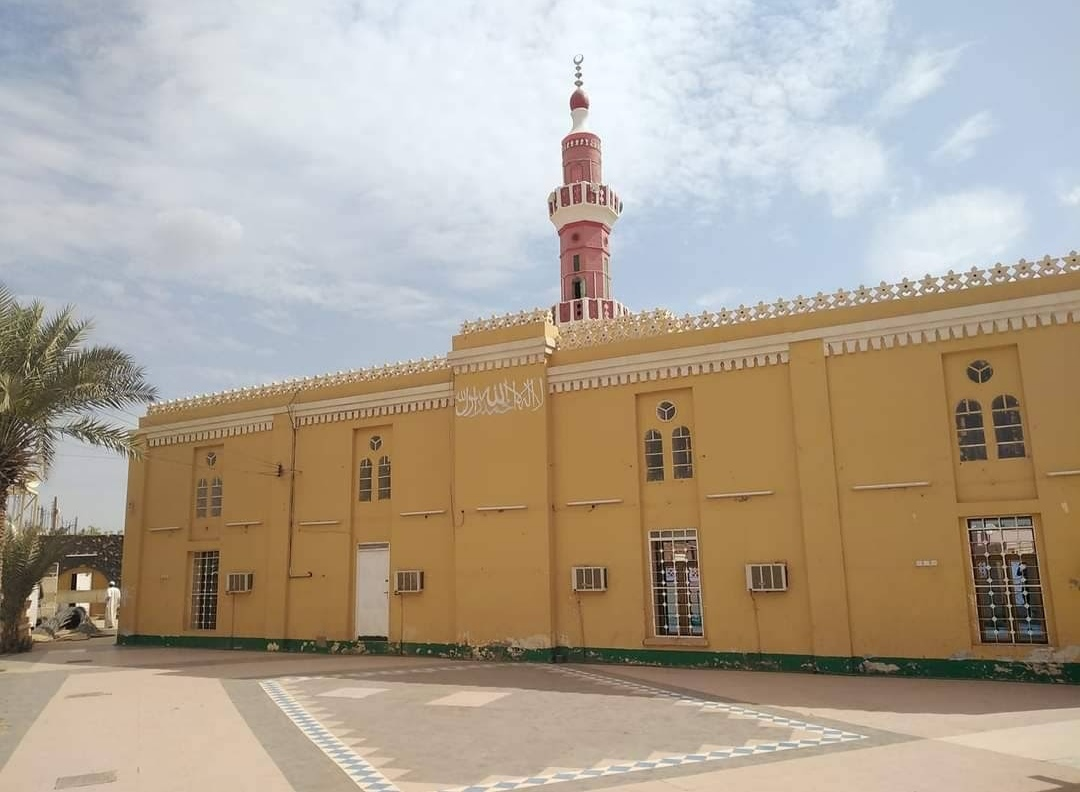
مسجد الشيخ زين العابدين

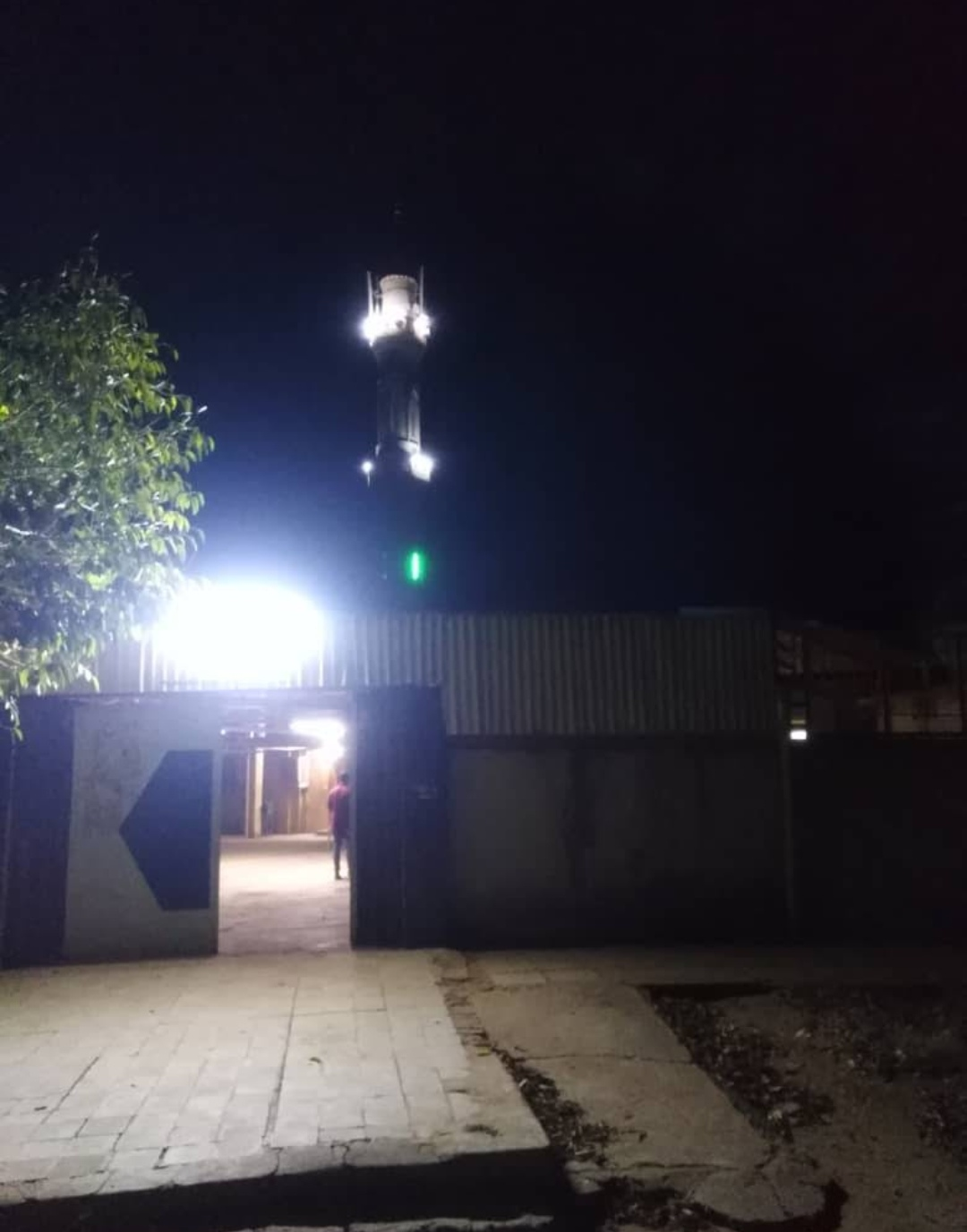
مسجد الشيخ الأمين حمد السيد (التجانية)

ومن أشهر المساجد مسجد الحضراب وأسسه الحاج أحمد حضرة ومسجد الشيخ زين العابدين الشيخ الحسن ومسجد الشيخ البشير محمد نور ومسجد أمة الإجابة وأسسه الشيخ أحمد الصديق ومسجد الحاجة النية عبد الرحمن بالصافية ومسجد عثمان خوجلي بامتداد شمبات مربع 2 ومسجد الفكي عثمان (المحس) بالديم ومسجد قباء بمربع 9 امتداد شمبات ومسجد حلة الفكي عثمان في حلة الفكي عثمان الذي أسسه محمد أحمد عثمان مسجد الفكي محمد سراج النور - ومسجد السادة التجانية وأسسه الشيخ الأمين حمد السيد.

### نشاط السكان
كان سكانها يعملون بالزراعة في السابق وحاليا أغلبهم التحق بالوظائف الحكومية وقد تبوّأ مواطنيها المناصب القيادية في الخدمة المدنية
أهم الشخصيات
د/ أحمد عبد القادر حاج أحمد كان وكيلا لوزارة الثروة الحيوانية
و/ محي الدين وهبي الأمين كان وكيلا لوزارة التربية والتعليم
و/ عبد اللطيف وداعة الله كان وكيلا لوزارة الصناعة وقبلها كان مديرا لمصلحة الجيولوجيا
وعز الدين وهبي الأمين كان وكيل وزارة الأشغال
وعبد الله عبد الوهاب الشيخ كان وكيلا لوزارة المالية وفي نطاق الخدمة العسكرية قدمت شمبات للوطن العديدين ممن تبوّأ المراكز القيادية هناك
الفريق أول طيار محمد على عربي (النوراني) قائدا لسلاح الجو
والفريق أول معتصم السراج أحمد حسن كان قائدا للمدفغية وعضو هيئة الأركان
والفريق أول عثمان أحمد عثمان بلية عضو هيئة الأركان
وهناك اللواء خالد الصادق في البحرية واللواء عمر عبد العزير الأمين
واللواء حمدنا الله عبد الله حمدنا الله
واللواء طه العاقب في سلاح المدرعات
واللواء طارق عمر أحمد موسى في الدفاع الجوي وفي الشرطة كان هناك اللواء خوجلي عوض السيد مدير السجون واللواء عابدين الطاهر مدير المباحث المركزية واللواء الأمين الصديق صباحي واللواء دليل على عربي في المعامل الجنائية.

## وفي حقبة الاستعمار
كان هناك الإداري الفذ عبد القادر حاج الصافي الذي تقلد منصب مامور وعمل بمعظم بقاع السودان وهو مالك ومؤسس منطقة الصافية الذي قام هو والشيخ محمد علي مالكي الأرض بتحويل غرضها من أرض زراعية الي سكنية وذلك بسبب تعرض خصوبة الأرض للتلف بمخلفات المنطقة الصناعية التي استقطعت لها مساحة من الأراضي الزراعية الشئ الذي سهل مهمة تغير الغرض من زراعي الي سكني وبعد اكتمال تخطيطها عرضها مالكيها للبيع كسكن درجة اولي ويشهد التاريخ لعبد القادر حاج الصافي وقفته ونضاله مع اهله ضد قرار نزع معظم سواقي شمبات لصالح قيام كليتي الزراعة والبيطرة ويشهد له التاريخ في بناء مستشفي الصافية ومدارس الصافية بالحلة وقد دخل في الاستثمار بإنشاء أول محطة خدمة بترولية شل الصافية وأيضا سينما الصافية بالمشاركة مع باسيلي بشارة وقد كان عليه الرحمة مشكلا حضورا اجتماعيا لا يخفي عن العين

## مجال التعليم
قدمت شمبات للوطن الكبير السودان العديد من أساتذة الجامعات منهم بروفسير محاسن عبد القادر حاج الصافى عميد كلية الآداب جامعة الخرطوم والبروفسير عبد العزيز الطيب حاج إبراهيم عميد كلية الطب البيطري جامعة الخرطوم وبروفسير أحمد عبد الرحمن العاقب عميد كلية الهندسة والذي ترأس المجلس القومى للبحوث في الفترة من 1981 م الي 1985 م وللفترة من 1989الي 1991 موبروفسير كمال الطيب إبراهيم () عميد كلية الصيدلة وبروفسير يحى الطيب عميد كلية طب الأسنان وقدمت أيضا بروفسير عبد الباقى كرار أستاذ الطب الباطني جامعة حوبا وبروفسير عبد الرحمن أحمد العاقب في كلية الهندسة والذي تقلد منصب الأمين العام للمجلس القومي للبحوث وترأس المجلس الهندسي السوداني وبروفسير النعمان محمد أحمد مالك أستاذ بطب جامعة الخرطوم وبروفسير عزالدين عمر أحمد موسي أستاذ التاريخ بالجامعات السعودية والمغربية والنيجرية وأيضا بروفسير عبد القادر كرار مضوى بجامعات إنجلترا وبروفسير معتصم عبد الله عثمان أستاذ الاعلام وبروفسير مختار عثمان الصديق في كلية القران الكريم وبروفسير عبد الرحمن خوجلى المبارك عميد الدراسات العليا والبحث العلمي جامعة جوبا سابقاوبروفسير ازهري محمد الحسن وبروفسير الجيلاني على الأمين في البيطرة والبروفسير محمود اسحق عمر في البيطرة وبروفسير محمد عبد الغفار الأمين في مجال البيطرة وبروفسير سميرة محمد حاج إبراهيم وأيضا البروفيسور عاصم عبد الرحمن الشيخ بالأكاديمية العربية بالأردن ود عبد الله يس بجامعات بريطانيا ودكتور زروق خوجلي وهبي ببريطانيا أيضاوهم كثر يضيق المجال عن ذكرهم جميعا. الشيخ أونسة محمد أونسة الذي توفى عام 1946 هو أول من تخرج من كلية غردون التذكارية وعمل مدرسا وساهم في إنشاء أول مدرسة أولية بشمبات أيضا الشيخ الأمين الطويل من الرعيل الأول من معلمي كلية غردون التذكارية ومن طلابه البروفسير العلامة عبد الله الطيب وهناك العديد من المعلمين في مختلف المراحل التعليمية ممن قدموا للعام الكثير سيأتي ذكرهم لاحقا

### الاقتصاد والمال
كان حسين عبد القادر حاج أحمد قد تولي رئاسة مجالس إدارة معظم البنوك السودانية وعبد الله عبد الوهاب أول وكيل لوزارة المالية ومدير شركة الإمارات للاستثمار بعد تقاعده بالمعاش والان هناك د / حاتم عبد الله الزبير رئيس مجلس إدارة بنك الثروة الحيوانية ورئيس اتحاد المصارف السودانى وأيضا رئيس اتحاد المصارف العربي وأيضا د/ محمد خير الزبير مدير بنك الساحل والصحراء في الجماهيرية العربية الليبية سابقا ومدير بنك السودان حاليا. 
الشعر والأدب
كان هناك فضل حاج علي
ومحمد علي عبد الله الشهير بالامي
والصديق عمر الصديق ود جولة
وحبيب حسن جار النبي
وحاليا هناك د/مبارك بشير وذو النون فضل وأبو عاقلة ادريس إسماعيل وآية أسامة وهبي وعبد الرحمن عبد العظيم ومحمد حسن القاسم والأمين العبيد ومعظمهم لهم دواوين منشورة مع وجود العديد من الواعدين سيأتي ذكرهم لاحقا
الفن التشكيلي
في شمبات من الفنون المزدهرة في البلدة وهناك العدبد من الأعمال التي لو تمت المشاركة بها في المنافسات لنالت الجوائز ومن الفنانين التشكيلين شمبات هناك عمر الصديق جولا وامين امام أحمد وصلاح خالد وأحمد حسن اونسة والطيب محمد نور عرفات جمال الدين وزروق طيب الأسماء هاشم محمد أحمدو خالد سند عبد الفراج ومعاذ سند عبد الفراج وغادة حسن مضوي وهالة زين العابدين وخالد عثمان وطارق أحمد محمد الأمين وعوض عبد الرحيم وعصام عمر الصديق والرشيد الحاج الأمين وعادل الحاج الأمين وعمر سعيد وياسرمحمد محجوب ورؤئ أحمد حسن اونسة والكثير من المواهب.
 في المجال السياسى
تيؤا د/ محمد خير الزبير وزارة المالية وبروفسير أحمد عبد الرحمن العاقب وبروفسير عبد الرحمن أحمد العاقب مناصب وزارية وكان حسن عبد القادر الحاج احمد من المناضلين ضد الاستعمار وفاز في أول انتخابات برلمانية عن مدينة الأبيض وبعث عام 1954 م لمجلس العموم البريطاني للاطلاع على النظم البرلمانية في وستنمستر وعاد وكان أول مراقب للبرلمان وفي آخر انتخابات مثل دائرة شمبات وكان نائبا لرئيس الجمعية التأسيسية عن الحزب الاتحادي الديمقراطي والشيخ عمر الشيخ ادريس حضرة كان وزيرا بالدولة للإسكان ووزيرا للتجاره وسكرتير الحزب الاتحادى الديموقراطى ورئيس المجلي الأعلى للدعوه الإسلامية حالياو لا يتسى له انه من المناضلين الأوائل ولا ينسى التاريخ السيد منصور محمد عبد الرحمن الذي كان وكيل وزارة الاستعلامات (الثقافة والاعلام) والفريق أول عثمان بلية كان رئيس لجنة الخدمات بمجلس تشريغي ولاية الخرطوم وحسن الأمين عبد القادر نائب الدائرة شمبات (1)بالمجلس التشريعى محلية بحرى
واشتهرت شمبات بمزارعها وجناينها المثمرة
2008 (تاريخ) (فرق) ملف:1-1 -H (34).JPG
http://ar.wikipedia.org/wiki/صورة:1-1_-H_(34).JPG
اضغط على الوصلة اعلاه لتشاهد صورة تظهر الاخضرار والتشجير بمنازل وطرق شمبات
|شمبات والاخضرار]] وورد اسمها كثيرا في اشعار الأغاني التي تغنى بها كبار المطربين وعلى رأسهم إبراهيم الكاشف ومن مطربيها خضر بشير وثنائي الحقيبة المبدع عوض وإبراهيم شمبات وبابكر حمد تغمدهم الله برحمته والان هناك فنان الشباب طه سليمان وهناك عوض النو وعبد اللطيف أحمد ادريس والنور محمد عثمان والصادق إبراهيم شمبات وعبد الله البشير وفضل أيوب والعديد من الواعدين
في مجال الرياضة
قدمت شمبات لاندية القمة السودانية الهلال والمريخ العديد من اللاعبين منهم نزار الحاج الأمين (نزار الشعب) لعب للهلال والمريخ والمورده وشمبات ومن قبلهم للشعب وغزالى المهدي لنادى المريخ وقد لعب قبلها في ناديا التعاون وشمبات * ومتوكل عبد السلام لعب للهلال ومن قبله لعب لنادى شمبات * وأنور عبد الفضيل (الشعلة)لعب للهلال والموردة ومن قبله للشعلة وممدوح قاسم لعب للمريخ ومن قبله للتعاون وعبده سعد لعب للهلال ومن قبله للتعاون وسعد محمد أحمد في الهلال ومن قبله لفريق الحرية اعرق فرق الرابطة ومحمد رابح في المريخ ومبارك سليمان في المريخ وبكري عوض الله صالح لعب للهلال ومن ثم شمبات *الفاضل عبد القادر *جابر سلمان * محى الدين حسن طه*عثمان محمدالياس (الدهبه)*ماهر عبد المنعم كمال الدين*ونصر الدين الطاهر حريري الصغير *ومحمد طاهر حريري الكبير* نجم الدين عوض الكريم الهجاري* النذير إبراهيم * محمد حسن مكي * كتمة * هندي* ماهر على الصول* حاتم عبد الله الزبير *فضل كدمبس * فرح محمود * عبد الله الأمين بشارة (شاقوق)واخوانه عثمان والحاج وعبد المنعم أحمد عمر (ميرش)وزروق الحاج وحسين الصديق محمود محى ونصر الين سليمان حسين وقدمت العديد من الإداريين على أعلى مستوي منهم حسن عبد القادر الحاج احمد كان رئيس الاتحاد العام لكرة القدم السودانى ومراقب بالاتحاد الأفريقي وكان سكرتيرا لنادى الهلال العاصمى ومبارك يسن كان سكرتيرا لاتحاد التنس وعبد العال عبد القادر كان سكرتيرا لاتحاد الخرطوم لكرة القدم وقد شارك في مجلس إدارة اتحاد الخرطوم كل من عبد العزيز بلية ونصر الدين محجوب حضرة وحسن الأمين عبد القادر وعزالدين وهبى